# Campionato sudamericano di calcio a 5 Under-20 2008
Il Campionato sudamericano di calcio a 5 Under-20 2008 (ufficialmente Sudamericano de Futsal Sub-20 2008) è la 3ª edizione del torneo. La competizione è iniziata il 7 dicembre 2008 per finire il 14 dello stesso mese. La manifestazione ha vissuto anche un certo numero di vicende "burocratiche" prima del suo esordio: le nazionali di Messico e Costa Rica sono state invitate successivamente per coprire i buchi lasciati dalla nazionale paraguayana, ritiratasi per problemi economici, e dal Perù, sospeso dalla FIFA.

## Fase a gironi

### Gruppo A
| Squadra   | P.ti | G | V | N | P | GF | GS | DR  |
| --------- | ---- | - | - | - | - | -- | -- | --- |
| Argentina | 7    | 3 | 2 | 1 | 0 | 14 | 3  | +11 |
| Colombia  | 7    | 3 | 2 | 1 | 0 | 9  | 4  | +5  |
| Bolivia   | 3    | 3 | 1 | 0 | 2 | 2  | 8  | -6  |
| Messico   | 0    | 3 | 0 | 0 | 3 | 1  | 11 | -10 |

### Gruppo B
| Squadra    | P.ti | G | V | N | P | GF | GS | DR  |
| ---------- | ---- | - | - | - | - | -- | -- | --- |
| Brasile    | 12   | 4 | 4 | 0 | 0 | 25 | 5  | +20 |
| Venezuela  | 9    | 4 | 3 | 0 | 1 | 19 | 12 | +7  |
| Ecuador    | 6    | 4 | 2 | 0 | 2 | 16 | 23 | -7  |
| Costa Rica | 3    | 4 | 1 | 0 | 3 | 8  | 19 | -11 |
| Uruguay    | 0    | 4 | 0 | 0 | 4 | 7  | 16 | -9  |

## Fase ad eliminazione diretta

### Tabellone
|  | Semifinali      | Semifinali      | Semifinali |         |           | Finale          | Finale          | Finale          |  |
|  |                 |                 |            |         |           |                 |                 |                 |  |
|  | Argentina (dts) | Argentina (dts) | 3          |         |           |                 |                 |                 |  |
|  | Argentina (dts) | Argentina (dts) | 3          |         |           |                 |                 |                 |  |
|  | Venezuela       | Venezuela       | 2          |         |           |                 |                 |                 |  |
|  | Venezuela       | Venezuela       | 2          |         | Argentina | Argentina       | 1               |                 |  |
|  |                 |                 |            |         | Argentina | Argentina       | 1               |                 |  |
|  |                 |                 | Brasile    | Brasile | 5         |                 |                 |                 |  |
|  | Brasile         | Brasile         | Brasile    | Brasile | 5         | 5               |                 |                 |  |
|  | Brasile         | Brasile         |            |         |           | 5               |                 |                 |  |
|  | Colombia        | Colombia        | 3          |         |           | Finale 3º posto | Finale 3º posto | Finale 3º posto |  |
|  | Colombia        | Colombia        | 3          |         |           |                 |                 |                 |  |
|  |                 |                 |            |         |           |                 |                 |                 |  |
|  |                 |                 |            |         |           | Venezuela (dcr) | Venezuela (dcr) | 3 (4)           |  |
|  |                 |                 |            |         |           | Venezuela (dcr) | Venezuela (dcr) | 3 (4)           |  |
|  |                 |                 |            |         |           | Colombia        | Colombia        | 3 (2)           |  |

|  | Finale 5º posto |      |
|  |                 |      |
|  | Bolivia         | 2(3) |
|  | Bolivia         | 2(3) |
|  | Ecuador (dcr)   | 2(4) |
|  | Ecuador (dcr)   | 2(4) |

|  | Finale 7º posto |   |
|  |                 |   |
|  | Messico         | 6 |
|  | Messico         | 6 |
|  | Costa Rica      | 4 |
|  | Costa Rica      | 4 |

### Semifinali
| Tunja 13 dicembre 2008, ore 15:00 | Brasile | 5 – 3 | Colombia | Coliseo San Antonio |

| Tunja 13 dicembre 2008, ore 16:30 | Argentina | 3 – 2 (d.t.s.) | Venezuela | Coliseo San Antonio |

### Finale 3º posto
| Tunja 14 dicembre 2008, ore 9:00             | Venezuela            | 3 – 3 (d.t.s.) | Colombia | Coliseo San Antonio |
| \| \| \| \| \| \| Tiri di rigore 4 – 2 \| \| |                      |                |          |                     |
|                                              |                      |                |          |                     |
|                                              | Tiri di rigore 4 – 2 |                |          |                     |

### Finale
| Arbitri: | Ricardo Sosa Óscar Sánchez Manuel Benítez |
| Crono:   | Wilson Torres                             |

|                                                                    |           |                   |
| Dieguinho 2'57'’, 14'33'’ Darlan 12'24'’, 39'20'’ Pica-Pau 20'24'’ | Marcatori | 28'33'’ Antonelli |